# Christopher Rubens Holm
Christopher Rubens Holm (* 13. März 2004 in Deutschland) ist ein brasilianischer Skirennläufer deutscher Abstammung. Er ist auf die technischen Disziplinen Riesenslalom und Slalom spezialisiert.

## Karriere
Holm ist der Sohn eines Brasilianers und einer Deutschen und wuchs in Tegernsee auf. Er besitzt sowohl die deutsche, als auch die brasilianische Staatsbürgerschaft, startete dabei aber ausschließlich für Brasilien. Er gab sein internationales Renndebüt am 12. Dezember 2020 bei einem Juniorenrennen in Pfelders.
Sein erstes Großereignis bestritt er bei den Weltmeisterschaften in Cortina d’Ampezzo, wobei ihm mit Platz 42 im Slalom ein Achtungserfolg gelang.
2024 wurde Rubens Holm erstmals brasilianischer Meister im Slalom.

## Erfolge

### Weltmeisterschaften
- Cortina d’Ampezzo 2021: 42. Slalom, DNQ Riesenslalom
- Courchevel/Méribel 2023: 53. Riesenslalom, 57. Slalom

### Juniorenweltmeisterschaften
- St. Anton 2023: DNF Riesenslalom, DNF Slalom
- Haute Savoie 2024: 49. Riesenslalom, 66. Slalom
- Tarvis 2025: 47. Slalom, DNF Riesenslalom

### Winter World University Games
- Bardonecchia 2025: DNF Riesenslalom, DNF Slalom

### Weitere Erfolge
- 4 Plätze unter den besten 30 bei FIS-Rennen
- Brasilianischer Meister im Slalom (2024)